# Il grande agguato (film 1949)
Il grande agguato (Brimstone) è un film del 1949 diretto da Joseph Kane.